# Байон, Эрнест-Анри
Эрне́ст-Анри́ Байо́н, (фр. Henri Ernest Baillon, 30 ноября 1827, Кале, Франция, — 19 июля 1895, Париж) — французский ботаник и врач.
Кавалер ордена Почётного легиона (1867). Член Ботанического общества Франции (1854), иностранный член-корреспондент Петербургской академии наук (1889), иностранный член Лондонского королевского общества (1894).

## Биография
В Париже получил диплом доктора медицины и в 1863 году начал преподавать в Университете медицинское естествознание.
Профессор Центральной школы гражданских инженеров.
Был директором парижского Сада растений.
Опубликовал многочисленные работы по ботанике. Его труд «История растений» (фр. Histoire des plantes) выдвинул автора в число лучших ботаников того времени.

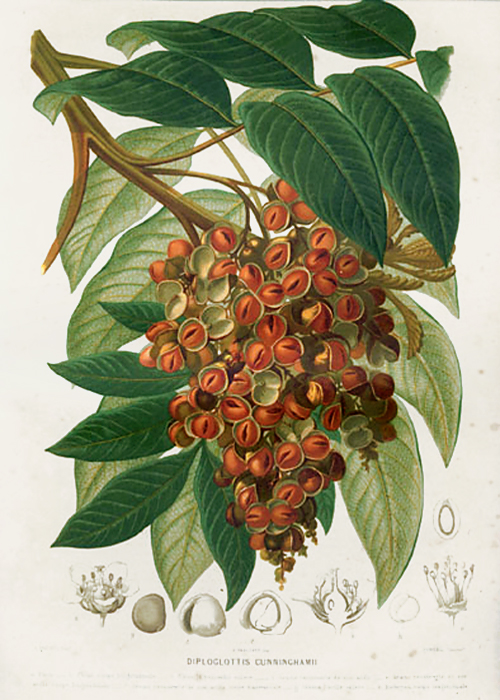
Diploglottis cunninghamii. Ботаническая иллюстрация из книги Байона Dictionnaire de botanique, том 2. Париж, Hachette, 1886.

## Труды
- Henri Ernest Baillon: Adansonia, recueil périodique d’observations botaniques. Paris, 1866—1870 (10 томов) (фр.)
- Henri Ernest Baillon: Dictionnaire de botanique. Paris, 1876—1892 (4 тома) (фр.)
- Henri Ernest Baillon: Étude générale du groupe des Euphorbiacées. 1858 (фр.)
- Henri Ernest Baillon: Histoire des plantes. 1866—1895 (13 томов) (фр.)
- Henri Ernest Baillon: Histoire naturelle des plantes de Madagascar. (3 тома) (фр.)
- Henri Ernest Baillon: Iconographie de la flore française. 1885—1894 (фр.)
- Henri Ernest Baillon: Recherches organogéniques sur la fleur femelle des Conifères. 1860 (фр.)
- Henri Ernest Baillon: Recherches sur l’organisation, le développement et l’anatomie des Caprifoliacées. 1864 (фр.)
- Henri Ernest Baillon: Traité de botanique médicale cryptogamique. 1889 (фр.)
- Henri Ernest Baillon: Traité de botanique médicale phanérogamique. 1883—1884 (фр.)

## Растения, названные именем Э.-А. Байона
Роды:
- Baillonacanthus Kuntze (1903) = Henrya Nees (семейство Акантовые)
- Baillonella Pierre (1890) (Сапотовые)
- Baillonia Bocq. (1862) (Вербеновые)
- Baillonodendron F.Heim (1890) = Dryobalanops C.F.Gaertn. (Диптерокарповые)
- Henribaillonia Kuntze (1891) = Thecacoris A.Juss. (Филлантовые)